# Louis-Augustin Auguin
Pour les articles homonymes, voir Auguin.
Ne doit pas être confondu avec Louis Auguin.
Louis-Augustin Auguin, né le 29 mai 1824 à Rochefort et mort le 30 juillet 1903 à Bordeaux, est un peintre français. Ce paysagiste reconnu, qui fut aussi peintre de marines, s'imposa comme le chef de file de l’école paysagiste de Saintonge.

## Biographie

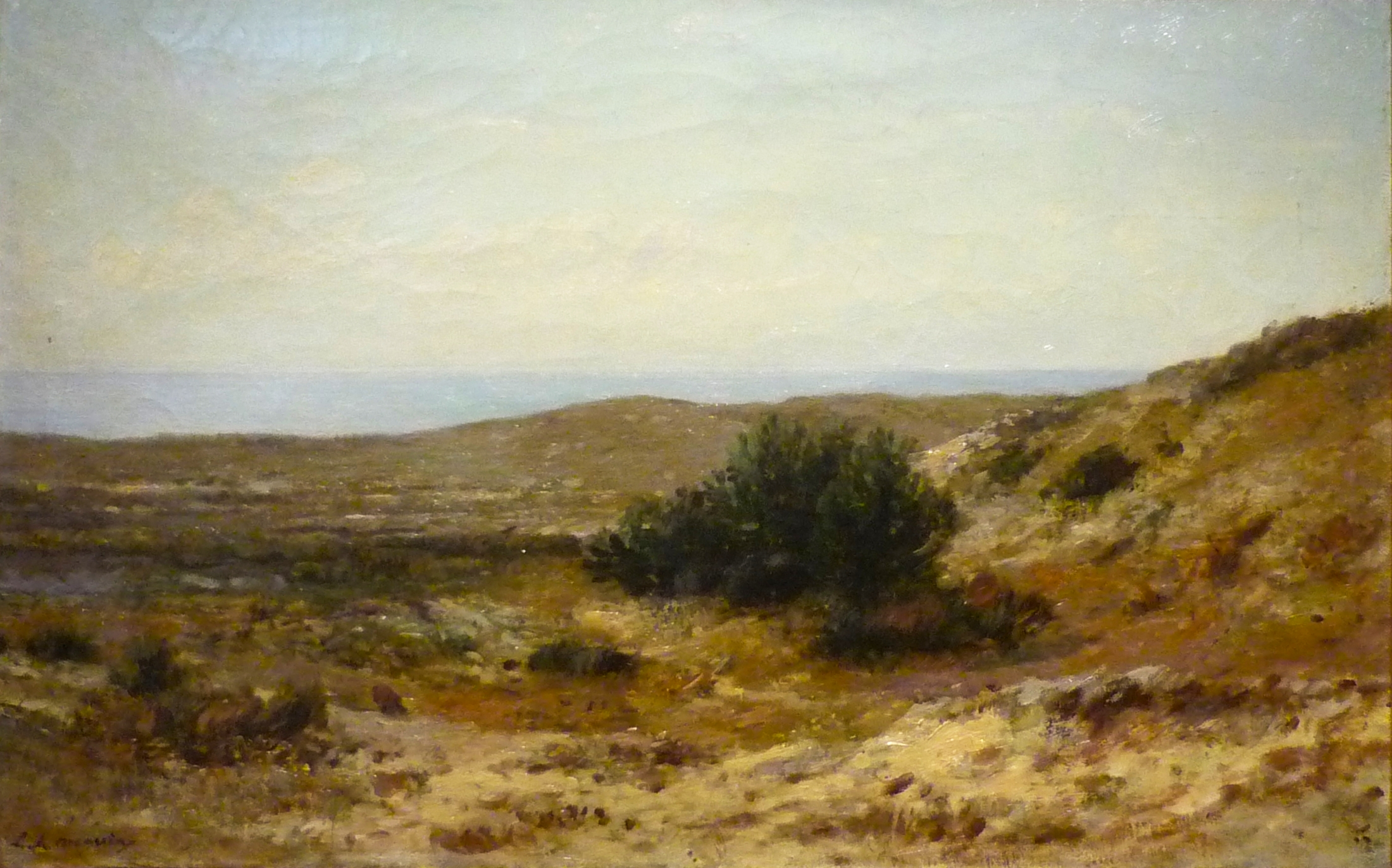
Montalivet (1883)
par Louis-Augustin Auguin
(Musée d'art et d'histoire de Cognac).

Fils et neveu d'artistes peintres dont il fut d'abord le disciple, il étudie ensuite à Paris de 1842 à 1849 auprès de Jules Coignet et de Camille Corot.
Rentré à Rochefort après la Révolution de juin 1848, il y donne des cours de dessin et de peinture et affine ses talents de paysagistes. Son art est influencé par la facture naturaliste de Corot et Gustave Courbet qui séjournent à Saintes en 1862-1863. En compagnie d'un autre peintre régionaliste ami d'Auguin, Hippolyte Pradelles, tous quatre forment alors un éphémère atelier de plein air baptisé  « groupe du Port-Berteau » d'après le nom du joli site des bords de la Charente (dans la commune de Bussac-sur-Charente) adopté pour leurs séances communes de peinture. Durant ce séjour, Courbet réalise un portrait d'Auguin aujourd'hui conservé au Institut Gustave Courbet à Ornans. Point d'orgue de la convergence féconde entre les quatre artistes, une exposition collective réunissant 170 œuvres est présentée au public le 15 janvier 1863 à l’Hôtel de Ville de Saintes. 
En 1863, Auguin (imité par Pradelles) déplace son atelier à Bordeaux. Il y expose ses œuvres avec succès au Salon de la Société des Amis des Arts de Bordeaux de 1857 à sa mort, et ouvre une école de peinture qui accueille de nombreux élèves. Il devient membre de l'Académie des sciences, belles-lettres et arts de Bordeaux. Sur la scène parisienne, l'artiste, admis au Salon de la Société Nationale des Beaux-Arts dès 1846, y expose ensuite avec régularité. Il y obtient une 3e médaille en 1880, puis une 2e médaille en 1884. Il est également récompensé lors de l'Exposition universelle de 1873 à Vienne et obtient une 3e médaille à l'occasion de l'Exposition universelle de 1889 à Paris. En témoignage de reconnaissance officielle de ses mérites artistiques, Louis-Augustin Auguin est décoré de la Légion d'honneur le 3 avril 1894 au titre de l'Instruction publique.
Il meurt en 1903 à Bordeaux dans d'obscures circonstances. Son cadavre est enterré dans l'ancien cimetière du Mirail, à Bordeaux.

## Les œuvres de Louis-Augustin Auguin dans les collections publiques françaises

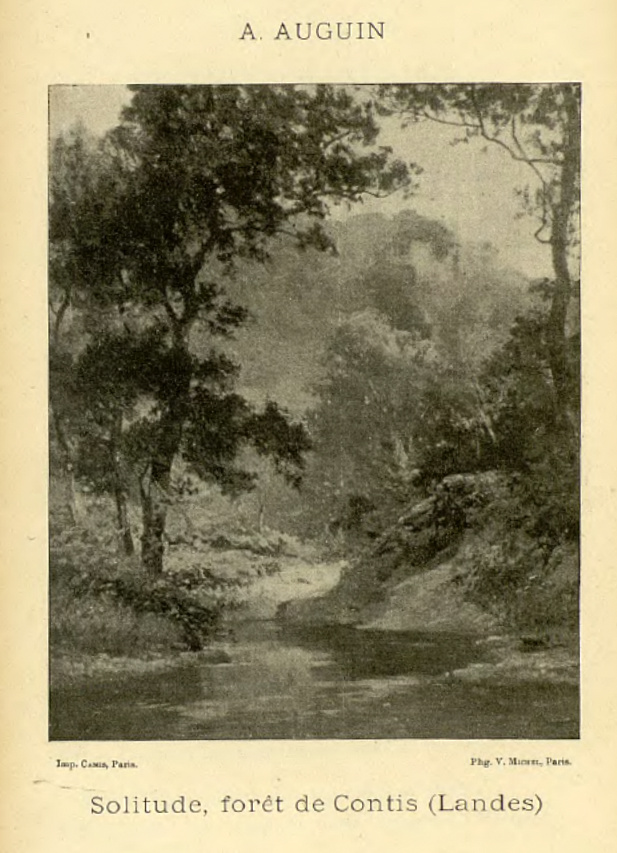
Solitude, Forêt de Contis (Landes)

Elles sont principalement détenues par les musées de sa région d'élection.
Le soir dans les pins (1867) a été acquis par le Musée de Rochefort. Les Bords du Thaurion (1868) ont été remis par l'État au Musée des beaux-arts de La Rochelle. L'Antenne vers Richemont (1873), riche de couleurs profondes, et Une soirée en Saintonge (1888) ornent le Musée d'art et d'histoire de Cognac. Le ruisseau de la Roche-Courbon (1870), Le matin dans les dunes de Labenne (Landes) (1883) et Montalivet (1883) appartiennent au Musée de l'Échevinage de Saintes. Les collections du Musée des beaux-arts de Bordeaux sont les plus richement dotées avec quatre toiles : Rayon d'automne - Souvenir du parc de Cognac (1873), Paysage des Landes (1874), Un jour d'été à la Grande-Côte (toile médaillée au Salon de 1884) et La pointe de Graves.
D'autres institutions françaises détiennent aussi des œuvres d'Auguin : Un soir dans le vallon (1872) a été déposé par l'État au Musée d'Aix-en-Provence. Les grands bois de Fenioux (1874) ont été acquis par le Musée des beaux-arts de Reims. Dans Le Vallon (Saintonge) (1879) fait partie du catalogue du Musée des beaux-arts de Pau. Le Musée des beaux-arts de Rouen expose une peinture de La Garenne de Bussac acquise par la ville au Salon de 1876.
Enfin, un dessin des Dunes de Montalivet longeant la mer, acquis par l'état au Salon de 1883, est déposé au département des Arts graphiques du Musée du Louvre.

## Expositions
Une exposition-hommage consacrée à son œuvre a été présentée au Musée municipal de Rochefort-sur-Mer en 1974 à l'occasion du cent-cinquantenaire de sa naissance.
Une rétrospective intitulée Autour de Courbet en Saintonge - Courbet, Corot, Auguin, Pradelles » a été présentée du 9 juin au 16 septembre 2007 au Musée de l'Échevinage de Saintes.

### Sources, bibliographie
- Dossier de Légion d'honneur de Louis-Augustin Auguin.
- Louis-Augustin Auguin : Nos notabilités du XIXe siècle : Médaillons bordelais. (ill. Louis Blayot), t. I, Bordeaux, Féret et fils, 1896 (lire en ligne)
- Roger Bonniot : Le Paysagiste saintongeais Louis Augustin Auguin 1824-1903 (1964)
- Philippe Ravon : « Courbet - Auguin - Pradelles et la peinture de plein air  dans le Sud-Ouest », La Saintonge littéraire no 72 : Peintres d'Aunis et de Saintonge, 2004.
- Jean-Roger Soubiran : « L.A. Auguin (1824-1903) et la construction d'une identité régionale en Saintonge », L’Art régional entre mythe et réalité, cahiers du GERHICO, 2005, p. 6–78.
- Jean-Roger Soubiran : « La vision littorale des Charentes-Maritimes par le peintre Louis-Agustin Auguin », Terres Marines, Presses Universitaires de Rennes, 2005, p. 135–144.
- François Julien-Labruyère (dir) : Dictionnaire biographique des Charentais et de ceux qui ont illustré les Charentes, Le Croît Vif, 2005.